# Shaun Johnston
Shaun Johnston (nacido el 9 de septiembre de 1958 en Ponoka, Alberta) es un actor canadiense.

## Primeros años
Johnston creció en una granja en Ponoka, Alberta, entre Red Deer y Edmonton. Al principio jugó baloncesto, luego obtuvo un título en negocios de Red Deer College y después de eso trabajó durante un tiempo con la Subdivisión de Hacienda de Alberta. Interesado en una carrera como fotógrafo de modas, se mudó después de ello a Toronto a principios de la década de los 80 y luchó para ingresar en la industria antes de encontrar trabajo como modelo de pasarela. Después de unos años, desarrolló el gusto por la interpretación y regresó a Alberta para estudiar teatro en el Red Deer College. Finalmente obtuvo un BFA del programa de teatro selectivo de la Universidad de Alberta.

## Carrera
Después de su graduación, Johnston cofundó el Shadow Theatre en Edmonton e hizo sus primeras incursiones profesionales en la próspera escena teatral de Alberta. Hizo su debut como actor de cine y televisión en el largometraje como un motorista de vida suelto en la comedia dramática Two Brothers, a Girl and a Gun (1993). El papel le valió un Alberta Film & Television Award como mejor actor.
Numerosas películas y partes de televisión siguieron, incluyendo créditos en Expediente X (1995), Lonesome Dove: The Outlaw Years (1995), North of 60 (1997) , The Dinosaur Hunter (2000) y varios episodios de The Outer Limits (1995-2002). Apareció en el éxito de culto Smallville (2004), el docudrama Supervolcán (2005) y en la película de la CTV ganadora del Premio Gemini Mayerthorpe (2008). Finalmente en el 2007, Johnston tomó un papel regular en la serie Heartland, una serie de televisión de CBC basada en los libros Heartland de Lauren Brooke y que continúa teniendo éxito hasta el día de hoy.
Johnston también continúa actuando en el escenario y sigue involucrado con el Shadow Theatre. En 2012, protagonizó la producción de la compañía de Fool for Love, de Sam Shepard, que también fue presentada en Calgary por Sage Theatre.

## Vida personal
Shaun Johnston está casado con Sue Johnston. En su tiempo libre él juega a hockey y toca la guitarra.

## Filmografía (Selección)

### Películas
- 1990: El clan
- 1993: Two Brothers, a Girl and a Gun
- 1994: Caso seguro
- 1994: Un caso para dos
- 1998: Inspectores
- 1999: Mystery, Alaska
- 2000: The Dinosaur Hunter
- 2002: Falsa acusación
- 2005: Supervolcán
- 2007: Entierra mi corazón en Wounded Knee
- 2008: Mayerthorpe
- 2015: A Frosty Affair

### Series
- 1995 - 1999: Jake and the Kid (26 episodios)
- 1996 - 2000: Traders (9 episodios)
- 1998 - 2001: Mentors
- 2001: Smallville
- 1998 - 2005: Da Vinci's Inquest
- 2016: Delmer & Marta
- 2016 - 2018: Wynonna Earp
- 2007 - presente: Heartland